# 트리오 (밴드)

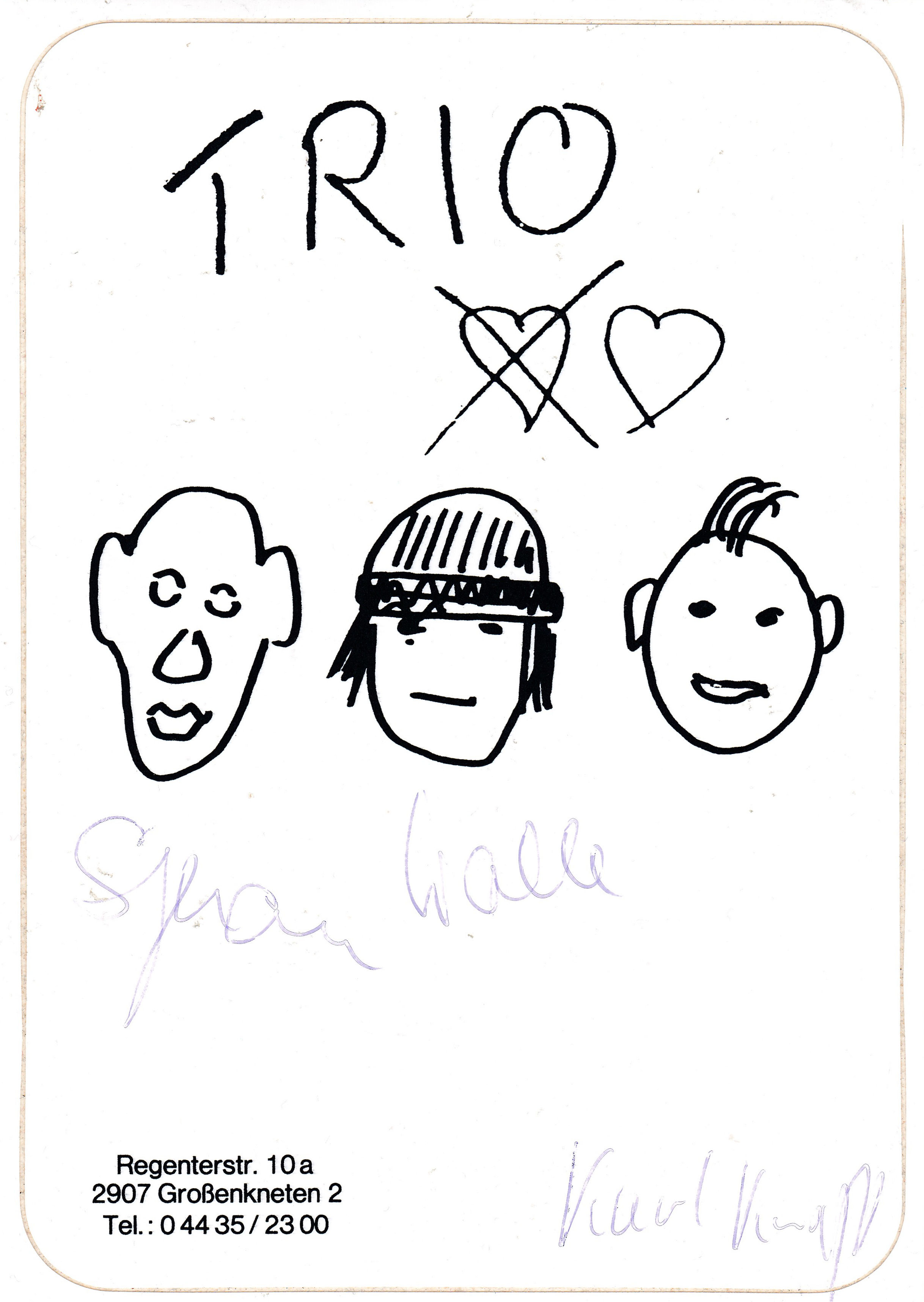
1981년 페터 베렌스가 자신의 예명인 칼 냅(Karl Knapp)으로 서명한 사인 카드

트리오(Trio)는 1980년 독일 그로셍크네텐의 작은 마을에서 결성된 신스팝 밴드이다. 1987년까지 활동했다. 대표적인 곡으로 "Da Da Da I Don't Love You You Don't Love Me Aha Aha Aha"(줄여서 DA DA DA)가 있으며 30개국에서 인기를 끌었다. 트리오는 화려한 음악적 묘사보다는 가장 간단한 실용적인 구조의 음악을 고집하여 최소주의를 추구했다. 이러한 이유로 트리오의 거의 모든 노래는 드럼, 기타, 보컬 등 단 하나 또는 두 개의 다른 악기로만 연주되었다.